# Menahem (Zelot)
Menahem  (geboren im 1. Jahrhundert v. oder n. Chr. wahrscheinlich in Galiläa; gestorben 66 n. Chr. in Jerusalem) war ein Zelot und Militärführer im Jüdischen Krieg. 

## Familie
Flavius Josephus stellte Menahem dem Leser als Sohn Judas’ des Galiläers vor. Wegen des zeitlichen Abstands von 60 Jahren war er aber eher dessen Enkel. Als einziger jüdischer Militärführer um die Zeitenwende hatte Judas der Galiläer eine Dynastie gegründet: Zwei Söhne, Simon und Jakob, wurden unter dem Prokurator Tiberius Alexander gekreuzigt (45/48 n. Chr.). Von einem weiteren Sohn ist nur sein Name, Ja’ir, bekannt, dessen Sohn Eleasar befehligte die Verteidigung von Masada und beging dort 73 n. Chr. mit seinen Leuten kollektiven Selbstmord. Da Josephus diesen Eleasar auch als einen Verwandten Menahems bezeichnete, ist die Zugehörigkeit Menahems zur Familie Judas’ des Galiläers gesichert.

## Leben
Josephus zufolge war Menahem ebenso wie sein Vater bzw. Großvater Judas der Galiläer ein „Lehrer.“ Inhalt dieser Lehre war wahrscheinlich die These, dass Gott der einzige Herr sei und die Juden deshalb keine andere Herrschaft über sich anerkennen dürften, mit der Konsequenz der Steuerverweigerung.
Menahem hatte die Festung Masada im Hochsommer des Jahres 66 handstreichartig eingenommen und damit den Aufstand gegen Rom eingeleitet. Die römische Besatzung ließ er töten, besetzte die Festung mit seinen eigenen Kämpfern und verteilte die erbeuteten Waffen an die Landbevölkerung.
Mit einem Gefolge kampferfahrener Anhänger, einer Art Elitetruppe, zog Menahem daraufhin wie ein König in Jerusalem ein, stellte sich an die Spitze der Aufständischen und übernahm die Belagerung der Zitadelle des Herodes, wohin sich die Soldaten des Herodes Agrippa II. sowie die verbliebene römische Besatzung zurückgezogen hatten. Da Menahem sowohl eine ruhmreiche Abstammung vorweisen konnte als auch eigene militärische Erfolge, wurde er wahrscheinlich von einem großen Teil der Aufständischen als kommender Messias anerkannt.
Auch machte die von Menahem mitgebrachte Elitetruppe bei der Belagerung der Zitadelle Fortschritte: es gelang, am 6. Gorpaios (= Elul), einen der Türme zu unterminieren, so dass er einstürzte. Die Verteidiger versuchten, mit Menahem in Übergabeverhandlungen zu treten. Den Soldaten Agrippas II., die selbst Juden waren, wurde freier Abzug gewährt, während die Reste der römischen Kohorten sich in die drei benachbarten Wohntürme zurückzogen. In der Zitadelle wurden zwei prominente Köpfe der pro-römischen Friedenspartei ergriffen und am 7. Gorpaios von Menahems Leuten ermordet, der Hohepriester Hananias ben Nedebaios und dessen Bruder Ezechias. Hananias war aber der Vater des Tempelhauptmanns Eleasar gewesen, der zwar als Mitglied der Priesteraristokratie zu den Aufständischen übergegangen war, aber die Ermordung seines Vaters an Menahem rächen wollte.
Dessen königlicher Machtanspruch stieß auf Widerstand; wie Josephus es formulierte, entwickelte sich Menahem zu einem „untragbaren Tyrannen.“  Zentrum der gegen Menahem gerichteten Kräfte war der Tempel. Die Priesteraristokratie war nicht bereit, ihren Führungsanspruch aufzugeben, auch eine Doppelspitze der Bewegung gemeinsam mit dem Tempelhauptmann Eleasar, für die das Modell königlicher Messias / priesterlicher Messias zur Verfügung gestanden hätte, wurde nicht realisiert.
Als Menahem in königlicher Kleidung und umgeben von seinem Gefolge (hier verwendet Josephus erstmals die Bezeichnung Zeloten) den Tempel zum Gottesdienst betreten wollte, geriet er in einen Hinterhalt. Menahems Gruppe wurde von Eleasars Leuten angegriffen und von einer Menschenmenge mit Steinen beworfen. Menahems Leute versuchten nach kurzer Gegenwehr, in verschiedene Richtungen zu fliehen, Menahem selbst gelangte aber nur bis zum Ophel. Dort wurde er identifiziert, lebendig gefangen genommen, gefoltert und schließlich getötet.
Ein Teil der Kämpfer Menahems unter Leitung seines Verwandten Eleasar ben Ja’ir konnte sich nach Masada durchschlagen. Sie hielten die Festung zwar bis zum Ende des Krieges besetzt, spielten aber für die entscheidenden Kämpfe um und in Jerusalem keine Rolle mehr. Josephus bezeichnete diese Zelotenpartei nach dem Tod Menahems als Sikarier.

## Beurteilung
Indem Josephus Menahem als „untragbaren Tyrannen“ charakterisierte, stellte er ihn in eine Reihe mit den späteren zelotischen Militärführern, die sich untereinander blutig bekämpften und Jerusalem in die Katastrophe führten. In der Darstellung des Josephus ist mit Menahem also der erste Hauptverantwortliche für die Katastrophe benannt. Josephus’ Jüdischer Krieg, die wichtigste Quelle, präsentiert den Aufstieg und Fall des Menahem als ein Lehrstück für die Entwicklung, die der Krieg gegen die Römer in den folgenden Jahren nahm.
Nach Meinung Martin Hengels hatte Menahem als einzige Führungspersönlichkeit der Zelotenbewegung das Potential, die Bevölkerung hinter sich zu vereinen und einen dauerhaften Widerstand zu organisieren. Der Vergleich mit Bar Kochba, der unter weit ungünstigeren Bedingungen wirkungsvoller agierte als die Zeloten der Jahre 66 bis 73, zeige, wie sehr die Bewegung durch Menahems Ermordung geschwächt wurde.